# Menophra conversaria
Menophra conversaria là một loài bướm đêm trong họ Geometridae.